# Tulipa altaica
Tulipa altaica (укр. Тюльпан алтайський) — багаторічна рослина роду тюльпан родини лілійних.

## Історія
Відкрив цей вид Петер-Симон Паллас, який вперше зібрав його на Алтаї (гора Імаус) наприкінці 1770-х років. Офіційний опис виду був опублікований німецьким ботаніком Куртом Шпренгелєм в 1825 році.

## Опис

Цибулина

Цибулина яйцеподібна, до 2,5 см в діаметрі, з тонкошкірястими, бурими лусками, з внутрішньої сторони по всій поверхні волосистими. Стебло у верхній частині запушене, 10-40 см заввишки. Листків — 3-4 шт., зазвичай відігнуті, трохи розставлені, сизі, по краю хрящоподібні і хвилясті, нижній лист ланцетовий або довгастий, до 4 см завдовжки. Квітка поодинока, чашоподібно-лілейна, частки оцвітини жовтуваті або жовті, 2,5-5 см завдовжки, загострені, зовнішні зовні зеленуваті, брудно-фіолетові або червонуваті, довгасті, внутрішні обернено довгасті. Тичинки в 2 — 2,5 рази коротше оцвітини. Тичинкові нитки жовті, голі. Пильовики жовті, в 1,5 — 2 рази довші за нитки. Зав'язь трохи коротша за тичинки, з майже сидячим рильцем. Плід — коробочка 1,5 — 2 см завширшки, 2 — 4 см завдовжки. Кількість нормально розвинених насінин — до 165. Розмноження насіннєве і вегетативне.
Цвіте з кінця квітня до кінця другої декади травня, плодоносить в червні.
Близький середньоазійський вид Tulipa schrenkii (укр. тюльпан Шренка) відрізняється червоними частками оцвітини, різко звуженими в коротке загострення, і голим у верхній частині (під квіткою) стеблом.

## Екологія
Зростає у степах і на кам'янистих схилах невеликих сопок.

## Поширення
Ареал охоплює Середню Азію і Західний Сибір. Країни поширення — Китай (Східний Туркестан), Росія (Алтайський край, Омська область), Казахстан, Киргизстан, Таджикистан. У Казахстані зустрічається в Зайсанській улоговині, на хребтах Південного Алтаю (Наримський, Курчумський, Азутау), в Тарбагатаї і у східній частині Казахського дрібносопочника (Східноказахстанська область).

## Охоронні заходи
Вид занесений до Червоних книг Алтайського краю і Омської області Росії.

## Культивування
Вперше введений в культуру в Санкт-Петербурзькому ботанічному саду Е. Л. Регелєм у 1870-х роках, з початку XX століття став відомий у Західній Європі. При цьому в культурі поширений мало. Успішно культивується в містах Південного Сибіру (Барнаул, Новосибірськ, Горно-Алтайськ) і Казахстану (Ріддер, Алмати).

## Використання
Перспективний вид для ландшафтного озеленення та альпінаріїв. Має цінність через стійкість у відкритому ґрунті і доброю здатністю до вегетативного розмноження, а також різноманіттям габітуальних форм. Оригінальні низькорослі форми з великою квіткою і сильно хвилястими «кучерявим» листками.